# Уинн, Марвелл
Ма́рвелл Уи́нн II (англ. Marvell Wynne II; 8 мая 1986, Питтсбург, Пенсильвания, США) — американский футболист, защитник.

## Карьера

### Университетский футбол
Два года, в 2004—2005, Уинн отучился в Калифорнийском университете в Лос-Анджелесе по специальности «Физиологическая наука» и играл за университетскую футбольную команду в Национальной ассоциации студенческого спорта. По итогам сезона 2005 был включён в символические первые сборные Конференции Pac-10, дальнезападного региона и всеамериканскую и попал в полуфинальный список номинантов на Hermann Trophy — приз лучшему игроку студенческого футбола США.

### Клубная карьера
Оставив университет после второго года обучения, Уинн подписал контракт с MLS по программе Generation adidas.
20 января 2006 года на Супердрафте MLS Уинн был выбран под первым номером клубом «Метростарз», который в марте 2006 года был переименован в «Нью-Йорк Ред Буллз». Его профессиональный дебют состоялся 2 апреля 2006 года в матче стартового тура сезона против «Ди Си Юнайтед».
19 апреля 2007 года Уинн был обменян в «Торонто» на распределительные средства и пик второго раунда Супердрафта MLS 2008. Дебютировал за «красных» 25 апреля 2007 года в матче против «Канзас-Сити Уизардс». 27 сентября 2008 года в матче против «Хьюстон Динамо» забил свой первый гол в MLS.
25 марта 2010 года Уинн был обменян в «Колорадо Рэпидз» на Ника Лаброкку и пик третьего раунда Супердрафта MLS 2011. За «Рэпидз» дебютировал на следующий день в матче первого тура сезона против «Чивас США». В сезоне 2010 в составе «Колорадо Рэпидз» Уинн стал чемпионом Кубка MLS. 30 ноября 2010 года Уинн подписал с «Колорадо Рэпидз» новый многолетний контракт. 8 января 2013 года игрок заключил новый контракт с клубом. По окончании сезона 2014 «Колорадо Рэпидз» не продлил контракт с Уинном.
18 декабря 2014 года во втором этапе Драфта возвращений MLS Уинн был выбран клубом «Сан-Хосе Эртквейкс». Клуб подписал с ним контракт 11 февраля 2015 года. За «Сан-Хосе» он дебютировал 7 марта 2015 года в матче стартового тура сезона против «Далласа». 17 января 2017 года Уинн подписал с «Сан-Хосе Эртквейкс» новый многолетний контракт. В феврале 2017 года у Уинна была диагностирована сердечная недостаточность, причиной которой стало расширение аортального клапана. 24 марта 2017 года Уинн перенёс операцию на сердце. 20 апреля 2018 года Марвелл Уинн официально объявил о завершении футбольной карьеры.

### Международная карьера
В составе сборной США до 20 лет Уинн принимал участие в молодёжном чемпионате мира 2005 в Нидерландах.
Уинн был включён в состав сборной США на Кубок Америки 2007. 28 июня 2007 года в матче первого тура группового этапа кубка против сборной Аргентины дебютировал за сборную США.
В составе сборной США до 23 лет Уинн принимал участие в футбольном турнире Олимпийских игр 2008.
Принимал участие в Кубке конфедераций 2009.
Был включён в предварительную заявку на Золотой кубок КОНКАКАФ 2009, но в окончательный состав не попал.

## Личная информация
Марвелл Уинн-второй — сын бейсболиста Марвелла Уинна, выступавшего в Главной лиге бейсбола.

## Достижения
Командные
 «Торонто»
- Победитель Первенства Канады: 2009

 «Колорадо Рэпидз»
- Чемпион MLS (обладатель Кубка MLS): 2010

 сборная США
- Серебряный призёр Кубка конфедераций: 2009

## Статистика

### Клубная статистика
| Выступление        | Выступление      | Выступление      | Лига | Лига | Плей-офф | Плей-офф | Кубок | Кубок | ЛЧ КОНКАКАФ | ЛЧ КОНКАКАФ | Итого | Итого |
| Клуб               | Лига             | Сезон            | Игры | Голы | Игры     | Голы     | Игры  | Голы  | Игры        | Голы        | Игры  | Голы  |
| ------------------ | ---------------- | ---------------- | ---- | ---- | -------- | -------- | ----- | ----- | ----------- | ----------- | ----- | ----- |
| Нью-Йорк Ред Буллз | MLS              | 2006             | 28   | 0    | 2        | 0        | 2     | 0     | —           | —           | 32    | 0     |
| Нью-Йорк Ред Буллз | MLS              | 2007             | 1    | 0    | —        | —        | —     | —     | —           | —           | 1     | 0     |
| Нью-Йорк Ред Буллз | Итого            | Итого            | 29   | 0    | 2        | 0        | 2     | 0     | —           | —           | 33    | 0     |
| Торонто            | MLS              | 2007             | 22   | 0    | —        | —        | —     | —     | —           | —           | 22    | 0     |
| Торонто            | MLS              | 2008             | 24   | 2    | —        | —        | 4     | 0     | —           | —           | 28    | 2     |
| Торонто            | MLS              | 2009             | 21   | 0    | —        | —        | 2     | 0     | 2           | 0           | 25    | 0     |
| Торонто            | Итого            | Итого            | 67   | 2    | —        | —        | 6     | 0     | 2           | 0           | 75    | 2     |
| Колорадо Рэпидз    | MLS              | 2010             | 27   | 0    | 4        | 0        | 2     | 0     | —           | —           | 33    | 0     |
| Колорадо Рэпидз    | MLS              | 2011             | 29   | 0    | 3        | 0        | 0     | 0     | 3           | 0           | 35    | 0     |
| Колорадо Рэпидз    | MLS              | 2012             | 28   | 0    | —        | —        | 0     | 0     | —           | —           | 28    | 0     |
| Колорадо Рэпидз    | MLS              | 2013             | 28   | 0    | 1        | 0        | 1     | 0     | —           | —           | 30    | 0     |
| Колорадо Рэпидз    | MLS              | 2014             | 28   | 0    | —        | —        | 1     | 0     | —           | —           | 29    | 0     |
| Колорадо Рэпидз    | Итого            | Итого            | 140  | 0    | 8        | 0        | 4     | 0     | 3           | 0           | 155   | 0     |
| Сан-Хосе Эртквейкс | MLS              | 2015             | 33   | 0    | —        | —        | 1     | 0     | —           | —           | 34    | 0     |
| Сан-Хосе Эртквейкс | MLS              | 2016             | 32   | 0    | —        | —        | 1     | 0     | —           | —           | 33    | 0     |
| Сан-Хосе Эртквейкс | MLS              | 2017             | 0    | 0    | 0        | 0        | 0     | 0     | —           | —           | 0     | 0     |
| Сан-Хосе Эртквейкс | Итого            | Итого            | 65   | 0    | 0        | 0        | 2     | 0     | —           | —           | 67    | 0     |
| Всего за карьеру   | Всего за карьеру | Всего за карьеру | 301  | 2    | 10       | 0        | 14    | 0     | 5           | 0           | 330   | 2     |

Источники: worldfootball.net, Soccerway, SoccerStats.us

### Международная статистика
| Команда | Год   | Игры | Голы |
| ------- | ----- | ---- | ---- |
| США     |       |      |      |
| 2007    | 1     | 0    |      |
| 2009    | 2     | 0    |      |
| 2010    | 1     | 0    |      |
| 2011    | 1     | 0    |      |
| Всего   | Всего | 5    | 0    |

Источник: National Football Teams